# Johann Andreas Eisenmenger
Johann Andreas Eisenmenger (Mannheim, 1654. – Heidelberg, 1704. december 20.) német orientalista.

## Élete
Heidelbergben 1700-tól a keleti nyelvek tanára volt. Midőn Amszterdamban tanult, egy rabbinak szenvedélyes kifakadásai a keresztény vallás ellen és három kereszténynek a zsidó hitre térése annyira elkeserítették, hogy nyomban elhatározta főművének kidolgozását, melynek címe: Entdecktes Judenthum oder gründlicher und wahrhafter Bericht, welchergestalt die verstockten Juden die hochheilige Dreieinigkeit ... erschrecklicher Weise lästern und verunehren, és melyet Frankfurtban kinyomtatott, de ki nem adhatott, mivel a zsidók három császári tilalmat eszközöltek ki ellene (a szerzőnek pedig 12 000 forintot ajánlottak fel érte). Végül már halála után I. Frigyes porosz király kinyomatta Königsbergben 1711-ben. Vagy 40 évvel később a könyvpiacra kerültek a frankfurti kiadás példányai is. Könyve, melyre még napjainkban is gyakran hivatkoznak, számos régi forrásból rengeteg anyagot tartalmaz; de ennek kritikai feldolgozása nem éppen kifogástalan. Egyéb munkái (egy lexikon- és egy biblia-kiadás) nem jelentősek.